# Сумгаитский государственный университет
Сумгаитский государственный университет (азерб. Sumqayıt Dövlət Universiteti) — государственное высшее учебное заведение Азербайджана. Расположен в городе Сумгаит. 

## История
Университет создан в 1962 году указом Совета Министров СССР в качестве филиала Азербайджанского института нефти и химии (нынешний Азербайджанский государственный университет нефти и промышленности). Филиал института просуществовал до 1975 года. 
В 1966 году в институте был создан филиал библиотеки института нефти и химии.
С 1975 года до 1992 года институт существовал под названием «Высшая Техническая Школа». В 1992 году был переименован в Азербайджанский институт промышленности.  
13 июня 2000 года на основе Азербайджанского института промышленности был создан Сумгаитский государственный университет.
30 октября 2006 года приказом Министерства образования в университете был создан отдел по работе с иностранными студентами. При отделе были созданы подготовительные курсы по азербайджанскому языку, литературе и истории Азербайджана.
В 2014 году библиотека университета была переименована в Научную библиотеку Сумгаитского государственного университета.
В 2023 году была осуществлена государственная аккредитация ВУЗа. Действующее свидетельство об аккредитации было продлено на 2 года.

## Структура
В университете обучается около 5 000 студентов по 26 направлениям бакалавриата, 53 специальностям магистратуры.
На 7 факультетах, 42 кафедрах университета работают 5 член-корреспондентов НАНА, 38 профессоров и докторов наук, 160 доцентов и кандидатов наук, 193 старших преподавателя и ассистента. Действуют 6 научно-исследовательских лабораторий.
4 апреля 2025 года из подчинения Министерства науки и образования Азербайджана в подчинение ВУЗа передан Институт полимерных материалов.

### Организации
При университете действуют следующие организации:
- Комитет свободных профсоюзов
- Комитет студенческих профсоюзов
- Студенческая молодежная организация

Студенческая молодежная организация Сумгаитского Государственного Университета была создана в 2005 году. Основной целью СМО является защита и представление интересов студентов университета, а также обеспечение их участия в деятельности университета.
- Студенческое научное общество

### Центры
В университете действуют учебно-методический центр, информационно-технологический центр, центр карьеры, центр дополнительного образования и лингвистический центр.

## Финансово-техническая база
Университет состоит из 3 корпусов. При университете имеются 2 общежития и столовые. Аудитории оснащены современным оборудованием, компьютерами. Функционируют учебные и научно-исследовательские лаборатории, центр информационных технологий, издательство, спортивный комплекс.
24 июля 2015 года был упразднён Сумгаитский филиал Азербайджанского института учителей. Материально-техническая база, профессорско-преподавательский состав, студенты и сотрудники института вместе с имевшимися там специальностями по подготовке кадров филиала Института учителей были переданы на баланс Сумгаитского государственного университета.

## Бакалавриат

### Факультеты и специальности
Факультет экономики и управления
I. Направление: Административное управление
- Специальности:
  - 1. Таможенная экспертиза
  - 2. Организация таможенного дела

II. Направление: Инженерная экономика и управление
- Специальности:
  - 1. Организация и управление бизнесом
  - 2. Экономика и организация в сфере производства товаров и услуг

III. Направление: Экономика
- Специальности:
  - 1. Бухгалтерский учет и аудит
  - 2. Финансы и кредит

Инженерный факультет
- 1. Стандартизация и сертификация
- 2. Автоматика и управление
- 3. Информатика и вычислительная техника
- 4. Электронные приборы и устройства
- 5. Автоматизация и информационная техника (проект TEMPUS)

Математический факультет
- Математика

Факультет физики и электроэнергетики
- 1. Физика
- 2. Электротехника и электромеханика
- 3.Электроэнергетика (проект TEMPUS)
- 4. Электроснабжение

Факультет химии и биологии
- 1. Химия
- 2. Биология
- 3. Экология

Факультет истории и географии
- 1. История
- 2. Социология
- 3. География

Филологический факультет
- Азербайджанский язык и литература

## Магистратура

### Факультеты и специальности
Факультет экономики и управления
- 1. Международные экономические отношения
- 2. Бухгалтерский учёт и аудит
- 3. Инженерная экономика и управление
- 4. Организация таможенного дела

Инженерный факультет
I Направление: Стандартизация и сертификация
- Специальность: Стандартизация и сертификация

II. Направление: Информатика и вычислительная техника
- Специальности:
  - 1.Программное обеспечение вычислительной техники и автоматизированных систем
  - 2. Системы автоматизации проектирования

III. Направление: Автоматика и управление
- Специальность: Управление и информатика в технических системах

Математический факультет
Направление: Математика
- Специальности:
  - 1. Информатика
  - 2. Математическая физика
  - 3. Оптимизация и оптимальное управление
  - 4. Вычислительная математика
  - 5. Дифференциальные уравнения
  - 6. Математический анализ

Факультет физики и электроэнергетики
Направление: Физика
- Специальности:
  - 1. Полупроводниковые приборы и микроэлектроника
  - 2. Тепловая физика и молекулярная физика
  - 3. Физика полупроводников

Факультет химии и биологии
I. Направление: Химия
- Специальности:
  - 1. Нефтехимия
  - 2. Аналитическая химия
  - 3. Физическая химия
  - 4. Органическая химия
  - 5. Неорганическая химия
  - 6. Химия высокомолекулярных соединений
  - 7. Электрохимия

II. Направление: География
- Специальности:
  - 1. Экономическая и социальная география мира
  - 2. Физическая география Азербайджана

III. Направление: Биология
- Специальности:
  - 1. Ботаника
  - 2. Экология
  - 3. Микология
  - 4. Физиология растений
  - 5. Инженерная защита окружающей среды

Факультет истории и географии
I. Направление: История
- Специальности:
  - 1.Новая и новейшая истории Азербайджана
  - 2. Методика и методология преподавания истории
  - 3. Историческая политология

II. Направление: Социология
- Специальности:
  - 1. Социальная работа в различных сферах жизнедеятельности
  - 2. Социология управления

Филологический факультет
I. Направление: Филология
- Специальности:
  - 1. Азербайджанская литература
  - 2. Методика и методология преподавания азербайджанского языка и литературы
  - 3. Литература народов зарубежных стран

II. Направление: Лингвистика
- Специальность: Азербайджанский язык

## Ректоры
- Надир Каграманов (30 июня 2000 — 16 декабря 2013)[6][7]
- Эльхан Гусейнов (и.о.) (декабрь 2013 — 6 марта 2014)
- Эльхан Гусейнов (6 марта 2014 — 13 сентября 2023)[8][9]
- Руфат Азизов (13 сентября 2023 — 3 февраля 2025)[10][11]
- Аминага Садыгов (и.о., с 10 февраля 2025)[12][13]

## Сумгаитский государственный технический колледж
Колледж был создан 26 августа 2002 года на основе Сумгаитского технологического техникума.